# Xã Winnebago, Quận Thurston, Nebraska
Xã Winnebago (tiếng Anh: Winnebago Township) là một xã thuộc quận Thurston, tiểu bang Nebraska, Hoa Kỳ. Năm 2010, dân số của xã này là 1.922 người.